# Аусдис Кристьяунсдоуттир
Аусдис Кристьяунсдоуттир (исл. Ásdís Kristjánsdóttir; род. 28 сентября 1978, Рейкьявик) — исландский политический деятель. Член Партии независимости. Бургомистр (мэр) Коупавогюра с 2022 года.

## Биография
Родилась 28 сентября 1978 года в Рейкьявике.
Выросла в районе Брейдхольт в Рейкьявике. Окончила там начальную школу Сельяскоули. Затем окончила среднюю Исландскую торговую школу (VÍ).
Получила степень бакалавра промышленной инженерии Исландского университета и степень магистра экономики. 
В 2002—2004 годах работала менеджером по продажам (viðskiptastjóri) в компании Lánstraust, переименованной в Creditinfo. 
В 2005 году работала специалистом (экспертом) Министерства финансов. 
Работала в банке Arion в качестве экономического аналитика исследовательского отдела в 2005—2011 годах и руководителя исследовательского отдела в 2011—2013 годах.
В 2013—2020 годах работала главой экономического департамента партнёрства исландского бизнеса Samtök atvinnulífsins (SA, Business Iceland), входящего в Конфедерацию европейского бизнеса (BusinessEurope). В 2020—2022 годах — помощник исполнительного директора SA.

## Политическая карьера
На муниципальных выборах 14 мая 2022 года возглавила список Партии независимости в Коупавогюре. Партия получила 4 из 11 мест. 14 июня городской совет одобрил назначение Аусдис Кристьяунсдоуттир бургомистром Коупавогюра, 15 июня приступила к работе, сменила однопартийца Аурманна Оулафссона (Ármann Kr. Ólafsson; род. 1966), который занимал пост с 2012 года.

## Личная жизнь
Муж — инженер Агнар Тоумас Мёллер (Agnar Tómas Möller). У пары трое детей: Тоумас (Tómas), Тельма Сигридюр (Thelma Sigríður) и Кристьян (Kristján).